# Société mutualiste étudiante régionale
 (février 2013).
Si vous disposez d'ouvrages ou d'articles de référence ou si vous connaissez des sites web de qualité traitant du thème abordé ici, merci de compléter l'article en donnant les références utiles à sa vérifiabilité et en les liant à la section « Notes et références ».
Pour les articles homonymes, voir SMER.
Une société mutualiste étudiante régionale ou SMER est une mutuelle de santé française à destination des étudiants. Jusqu'en 2019, les SMER assuraient la gestion du régime étudiant de sécurité sociale. Les SMER développent une offre de complémentaire santé. Elles proposent également d'autres services d'assurances (logement, responsabilité civile...) ainsi que des partenariats (UCPA). 
Les SMER sont fédérées au sein d'une union politique, emeVia (précédemment l’Union nationale des mutuelles étudiantes régionales, ou USEM).

## Présentation
Les SMER sont au nombre de neuf, auquel il faut ajouter la SEM (Société des étudiants mutualistes) qui n'a pas de ressort territorial. Ce sont :
- La Mutuelle des étudiants de Provence (MEP), PACA et Languedoc-Roussillon.
- La Mutuelle générale des étudiants de l'est (MGEL), en Grand-Est.
- La Société mutualiste des étudiants de Bretagne-Atlantique (SMEBA), en Bretagne et Pays-de-la Loire.
- La Société mutualiste des étudiants de Centre-Ouest (SMECO) en région Centre et Poitou-Charente.
- La Société mutualiste des étudiants du Nord-Ouest (SMENO) en Normandie et Hauts-de-France.
- La Société mutualiste des étudiants de la région Antilles-Guyane (SMERAG) en Guadeloupe, Martinique et Guyane.
- La Société mutualiste des étudiants de la région Bourgogne et Franche-Comté (SMEREB) en Bourgogne-Franche-Comté.
- La Société mutualiste des étudiants des régions Rhône-Alpes et Auvergne (SMERRA) en Auvergne-Rhône-Alpes.
- La Société mutualiste des étudiants du Sud-Ouest et de l'Outre-Mer (SMESO - VITTAVI) en Aquitaine, Midi-Pyrénées et Outre-Mer devenue Vittavi.

Au cours des années, la liste des SEM a évolué :
- SMESO/VITTAVI: Elle est d'abord amputée territorialement par la création de SMER spécifiques aux départements d'outre-mer : la Société mutualiste des étudiants de la Réunion (SMERÉ, aujourd'hui disparue) et la Société mutualiste des étudiants d'Antilles-Guyane (SMERAG) créée en 1995 par d'anciens étudiants venus faire leurs études en métropole. Par ailleurs, des désaccords de gestion ont conduit la SMESO à s'éloigner des autres SMER, conduisant à sa transformation en VITTAVI en 2003[1].
- SMEREP: la Société mutualiste des étudiants de la région parisienne quitte le réseau emeVia en décembre 2013 à cause de désaccords.

### Identité visuelle (logo)

Logo du réseau USEM de [Quand ?] à mars 2012
Logo du réseau emeVia depuis le 8 mars 2012

## Historique

### Origines
En 1948, la gestion du régime de sécurité sociale des étudiants avait été déléguée à trois organismes : la Mutuelle générale des étudiants lorrains (MGEL) en Lorraine, la Mutuelle des étudiants marseillais (MEM) à Marseille et la MNEF sur le reste du territoire. Chacune des mutuelles étant strictement cantonnée dans son territoire. Cependant, la MEM a très vite été intégrée à la MNEF. Le mutualisme étudiant ne comprend alors plus que la MNEF et la MGEL, cette dernière est restée ainsi la seule mutuelle étudiante régionale jusqu'en 1974.
Au début des années 1970, la MNEF, et le syndicat UNEF qui la dirige à cette époque, entrent dans une période de querelles internes. Certaines associations étudiantes qui ne se reconnaissent pas ou plus dans les prises de positions de la MNEF souhaitent avoir une mutuelle concurrente. C'est l'origine de la création des SMER. En 1970, le Gouvernement Jacques Chaban-Delmas présidé par Georges Pompidou souhaite fragiliser la MNEF alors contrôlée par des adversaires politiques du gouvernement et décide de permettre la création d'une seconde structure concurrente de la MNEF pour la gestion du régime de sécurité sociale étudiante, le choix de l'une ou l'autre structure étant laissé à l'étudiant.
Le 9 août 1972, le directeur de la sécurité sociale approuve, et crée par arrêté, l'Union des sociétés mutualistes régionales étudiantes (USMR) en remplacement de la SMEREP créée le 13 juillet 1971 à Paris. 
En mai 1973 est créée et approuvée par arrêté du directeur de la sécurité sociale, la Société des étudiants mutualistes (SEM) dans les centres des CPAM des académies comme Paris, Créteil, Versailles ou Clermont-Ferrand et dont le Président est alors Paul Tassel représentant la SEM au comité technique de la mutualité étudiante où siégeaient la MNEF, la direction de l'enseignement supérieur (M. De Maigret), le service social étudiant, etc.
Le 8 février 1974, l'assemblée générale de l'USMR et de la SEM fusionne sous le nom d'Union nationale des sociétés étudiantes mutualistes régionales (UNSMR), devenue en 1978 l'Union  des sociétés étudiantes mutualistes (USEM) présidé par Bernard Choix et Paul Tassel
Deux raisons principales expliquent le choix d'un système régionalisé. Tout d'abord, les SMER ont été bâties sur le modèle de la MGEL. Ensuite, tout comme la MGEL, elles ont été créées avec le soutien d'associations étudiantes. Les associations qui ont aidé à la création des SMER sont notamment des associations qui avaient quitté le giron de l'UNEF. En Île-de-France, trois filières ont été actives dans la création de la SMEREP, celles de gestion, de médecine et de pharmacie. Elles obtiennent du gouvernement et de mutuelles existantes les moyens de lancer les SMER. La mise en place s'effectue donc progressivement entre 1970 et 1974 selon les territoires, au fur et à mesure de l'obtention des agréments et des moyens. Depuis lors, les SMER n'ont pas envisagé de revenir sur le mode d'organisation régionalisé.
Le 8 mars 2012 à l'occasion de son 40e anniversaire, le réseau USEM devient « emeVia ». Son nom est formé à partir de « eme » signifiant « Ensemble des mutuelles étudiantes de proximité » et de « via » exprimant le chemin.
Le 6 décembre 2013, la SMEREP (Île-de-France) quitte le réseau emeVia.

### Fin d'un regroupement
À la suite de la suppression de la sécurité sociale étudiante, les mutuelles étudiantes régionales sont dans la difficulté et chacune opère des changements radicalement différents. Certaines se regroupent d'autres, n'existent plus. En 2021 :
- La MEP, la SMEREP, la SEM et la SMERAG sont devenues HEYME
- La MGEL et la SMEBA ont été absorbées et substituées par Harmonie Mutuelle du groupe Arcade-Vyv[5]
- La SMECO et la SMEREB ont fusionné avec la SMERRA
- La SMENO est la seule Mutuelle à être restée indépendante
- Vittavi n'existe plus

## Affiliation
La SMERRA, la SMEREB, et la SMECO sont membres fondateurs de la FNIM (Fédération nationale de l'innovation mutualiste - les mutuelles indépendantes), deuxième fédération au sein du monde mutualiste. La Smeno a également rejoint la FNIM en 2022. Quant aux autres mutuelles étudiantes, elles ont disparues, absorbées en 2020 par d'autres acteurs à la fin du régime étudiant de sécurité sociale.  

### Société mutualiste des étudiants du Nord-Ouest
La SMENO a été créée en 1972 et couvre les étudiants des académies de Lille, Amiens, Rouen et Caen. Elle possède trois activités principales : sécurité sociale étudiante, complémentaire santé, Carte Club SMENO.
Elle compte huit agences dans les principaux centres universitaires de la zone couverte. Elle est gérée par un conseil d’administration composé de dix-sept membres dont deux tiers sont étudiants, élus par l’assemblée générale elle-même composée de 46 délégués, avec la même proportionnalité d’étudiants, et renouvelée statutairement tous les trois ans. 
En 1995, l’ensemble des entités SMENO : SMENO, SMINO (Société Mutualiste Inter Pro du Nord Ouest) et ANO (Assurance du Nord Ouest) furent regroupées sous le groupement d’intérêt économique (GIE) Liberté. Depuis, la SMINO est devenue la SMENO Pro afin de mieux utiliser la notoriété de la marque SMENO.

## Activité de lobbying

### Auprès de l'Assemblée nationale
emeVia est inscrit comme représentant d'intérêts auprès de l'Assemblée nationale. L'entreprise déclare à ce titre qu'en 2012, les coûts annuels liés aux activités directes de représentation d'intérêts auprès du Parlement sont compris entre 200 000 et 250 000 euros.